# Fransje Carbasius
Françoise Charlotte (Fransje) Carbasius (La Haya, 18 de agosto de 1885 - Laren (Noord-Holland), 30 de marzo de 1984) fue un artista de los Países Bajos.

## Datos biográficos

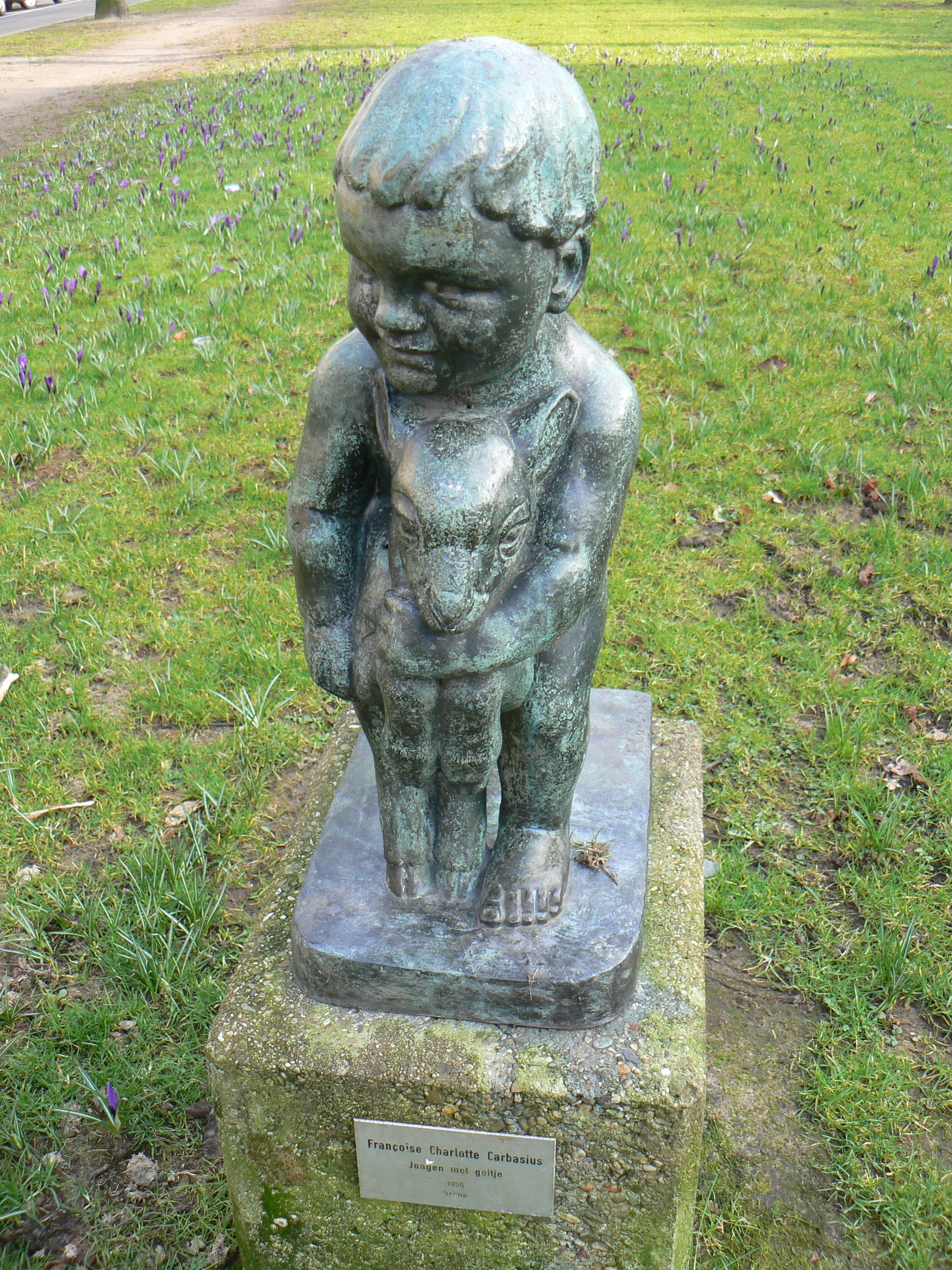
Niño con Cordero
Groninga (1955).

Fransje Carbasius formado en la Academia Real de Bellas Artes de La Haya. Permaneció en la academia como profesor. Allí coincidió con la artista Rie Cramer , con quien entablaría amistad de por vida. Además de escultor, Carbasius se dedicó al grabado de medallas.
Carbasius visita a Rie Cramer en "Ronco" junto al Lago Maggiore en la década de 1930. Allí trabajaron juntos , realizando los diferentes signos del zodiaco y esculturas.
Tras la muerte de la madre de Fransje en 1954, viaja a Mallorca para reunirse con su amiga Rie Cramer

## Obras
Entre las mejores y más conocidas obras de Fransje Carbasius se incluyen las siguientes:
- Niño con cordero - Kind met lam,[1] (1955) en Ubbo Emmiussingel, Groninga, bronce

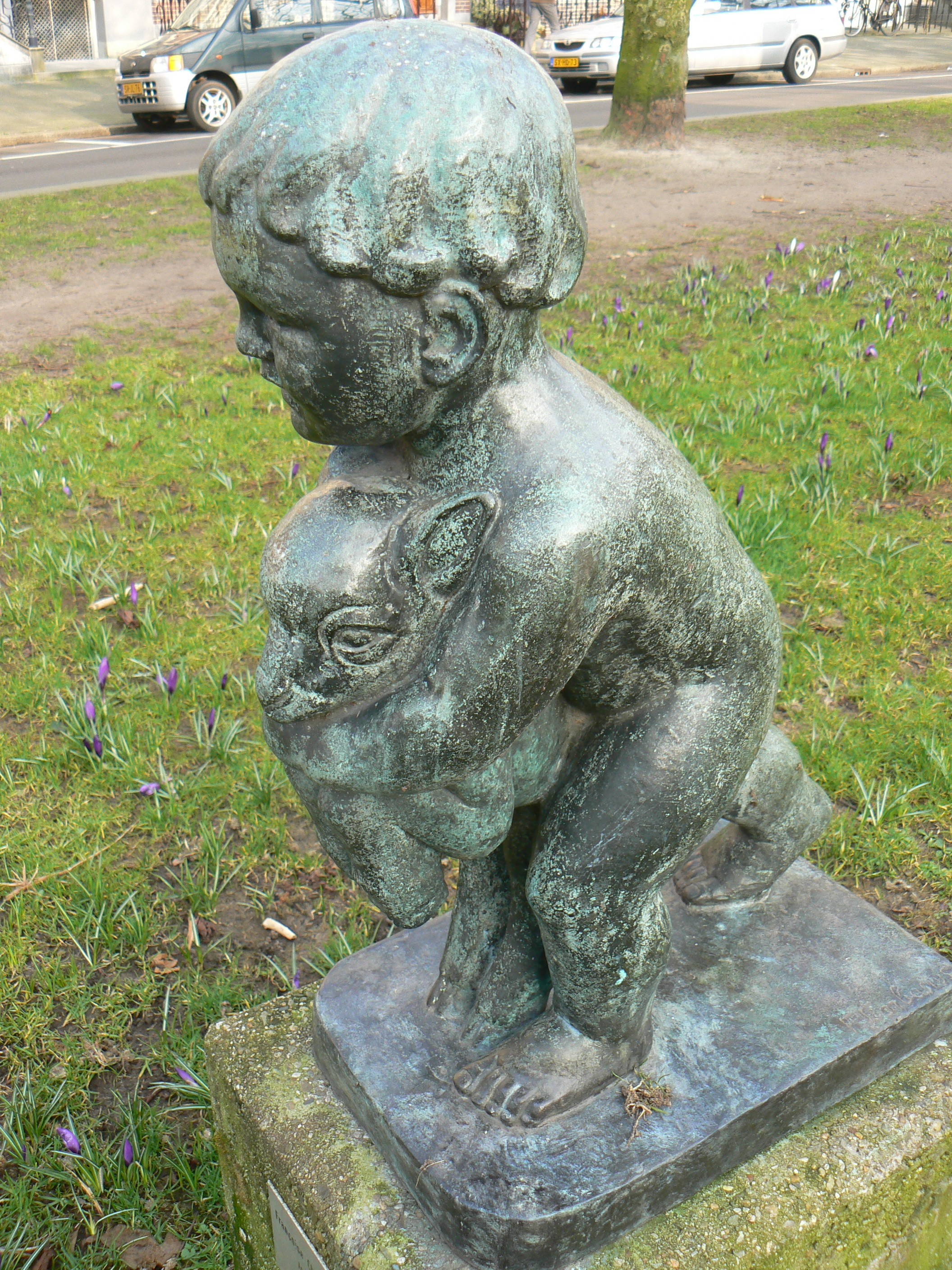
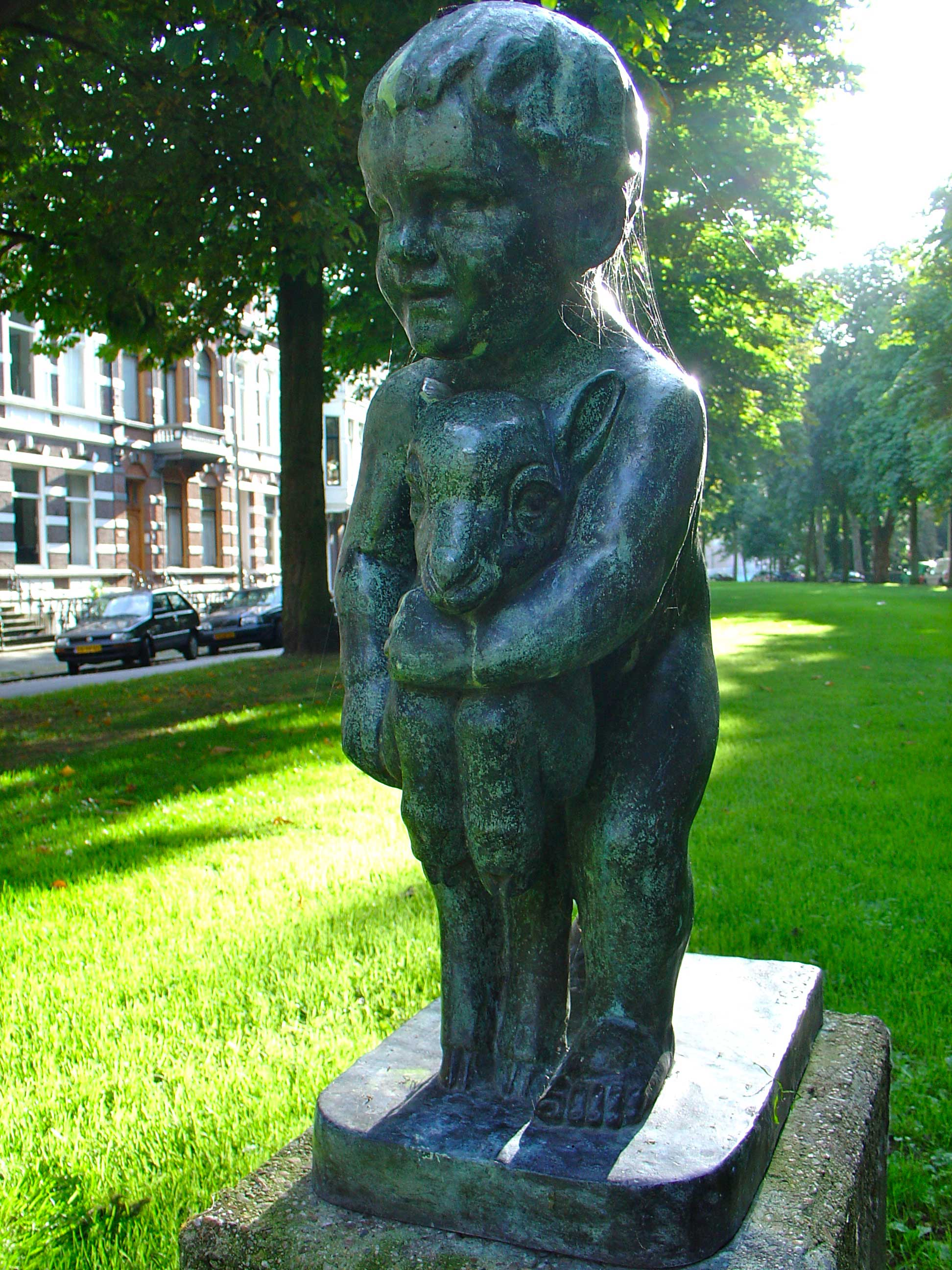